# أونر أوف كينجز
أونر أوف كينجز (الصينية المبسطة 王者 荣耀 الصينية التقليدية 王者 榮耀) هي لعبة حلبة متعددة اللاعبين عبر الإنترنت تم تطويرها بواسطة TiMi Studio Group ونشرتها Tencent Games لمنصات ios والأندرويد المحمولة للسوق الصينية. نشرت في 2015 وأصبحت واحدة من أكثر ألعاب الموبايل ذات الصلة في الصين القارية. بحلول عام 2020 كان لدى لعبة أونر أوف كينجز أكثر من 80 مليون لاعب نشط يوميا و200 مليون لاعب نشط شهريا مما يجعلها اللعبة الأكثر شعبية عالميا. وبإيرادات تتجاوز 13.4 مليار دولار أمريكي مما يجعلها أكثر لعبة محمولة أرباح، بالإضافة لواحدة من أكثر الألعاب تنزيلا.